# Шустер, Артур
Сэр Франц Артур Фридрих Шустер (нем. Franz Arthur Friedrich Schuster; 1851—1934) — английский физик. 
Член Лондонского королевского общества (1879), вице-президент в 1919—1920, 1922—1924 гг.

## Биография
Артур Шустер родился 12 сентября 1851 года во Франкфурте-на-Майне, в еврейской семье. В 1875 году стал британским подданным и в том же году был назначен руководителем экспедиции в Сиам для изучения затмения солнца.  

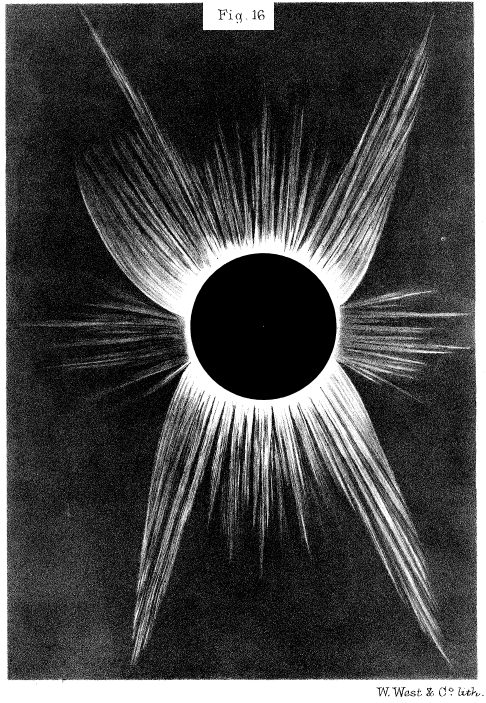
Затмение 6.04.1875
Фото Артура Шустера

Продолжал учёбу в Манчестерском университете. В 1876—1881 гг. работал в Кавендишской лаборатории Кембриджского университета, в 1881—1907 гг. — профессор университета.
Работы по оптике, спектроскопии, изучению прохождения тока через газы, земному магнетизму, калориметрии, радиометрии, сейсмологии.
В 1882 году Артур Шустер поехал наблюдать солнечное затмение в Египет и получил первую фотографию спектра солнечной короны. Доказал, что проводимость газа обусловлена его ионами. Пришёл к выводу, что катодные лучи возникают в результате бомбардировки ускоренными вблизи катода в сильном поле ионами газа. Первый показал, что отношение заряда к массе можно определить по отклонению катодных лучей в магнитном поле (1884).
В 1890 году определил верхний и нижний пределы для отношения заряда к массе частиц катодных лучей. В 1897 году первый предположил существование электрона в атоме. В 1900 году А. Шустер выполнил первые систематические исследования процессов в искре. Построил магнитометр (магнитометр Шустера — Смита).
В 1893 году учёный был награждён Королевской медалью Лондонского королевского общества.
Сэр Артур Шустер умер 17 октября 1934 года в Беркшире.
В честь Шустера назван кратер на Луне.